# ペンタングル
ペンタングル (Pentangle) は、イギリスのフォークロック・バンド。
1960年代後半から1970年代前半まで活動し解散するが、1981年から再始動。1995年以降は「ジャッキー・マクシーズ・ペンタングル」名義でも活動している。

## 来歴

### 結成〜解散
バンドの結成は1967年。中心メンバーは、ジョン・レンボーンとバート・ヤンシュである。当時2人は、イギリスのフォーク・シーンで既に著名であり、それぞれソロアルバムをリリースしていた。共同制作したアルバムには『華麗なる出会い（Bert And John）』(1966年)がある。また、彼らはロンドンで共同生活をしていた。
ペンタングルはフォークグループに分類されているが、メンバーはそれぞれの個性を持ち、互いに影響しあっていた。ジャッキー・マクシーはトラディショナルの出身、テリー・コックスとダニー・トンプソンはジャズに傾注し、ジョン・レンボーンは古楽を学び、バート・ヤンシュは、ボブ・ディランのようなブルースおよびコンテンポラリーに興味を持っていた。また、ジョン・レンボーンとジャッキー・マクシーは、バンド結成の前にデュオとしてともに演奏していた。
バンドが公の場で初めて披露されたのは、1967年5月27日のロイヤル・フェスティバル・ホールで行われたライブであった。それまでメンバー達は小規模なグラブでのパフォーマンスが主であったが、これを機に演奏の場は次第にホール会場へと移っていく。程なくしてトランスアトランティック・レーベルと契約を交わし、デビューアルバム『ペンタングル』が1968年5月に、続けて11月にはセカンドアルバム『スウィート・チャイルド』がリリースされる。『スウィート・チャイルド』はライブとスタジオの録音がそれぞれ収められた2枚組で、前者では1968年6月29日のロイヤル・フェスティバル・ホールでのパフォーマンスを聴くことができる。
1969年に発表したサードアルバム『バスケット・オブ・ライト』は、商業的にも成功した。このアルバムに収録した楽曲「Light Flight」が、BBCのTVドラマシリーズ「Take Three Girls」のテーマ音楽に使用されて話題となり、シングルカットされている。続けて「Sally Go Round The Roses」と「House Carpenter」も使用された。
1970年、同業のフォークロック・バンド「フェアポート・コンヴェンション」の活動に喚起されて制作した4thアルバム『クルエル・シスター』を発表。このアルバムはトラディショナルソングで構成され、「Jack Orion」などは20分近くに及ぶ大作である。この曲はバート・ヤンシュとジョン・レンボーンが以前デュオとして活動していた頃にも録音されているが、それを再アレンジしたものである。また「電気楽器は使わない」という暗黙のルールを破り、ジョン・レンボーンはエレクトリック・ギターを演奏した。
1971年の5thアルバム『リフレクション』では、トラディショナルとオリジナルのミックスというバンド初期の様式に戻った。それに続き6thアルバム『ソロモンの封印』を1972年にリリースしている。
しかし、翌1973年の初めにバート・ヤンシュが脱退を表明し、それに伴いバンドは解散した。

### 再結成
1981年、バンドは再結成の話し合いを持ち、翌年から活動を再開する。しかし早々に、ジョン・レンボーン(G)が離脱。代わりにマイク・ピゴット(G/Vio)が加入する。このメンバーで、1985年に13年ぶりのアルバム『オープン・ザ・ドア』をリリース。以降メンバーの変遷を経ながらも、コンスタントに作品をリリースする。
1994年、バート・ヤンシュ(G)がソロ活動を優先するため離脱して、オリジナル・メンバーがジャッキー・マクシー(Vo)だけになり、ここで一旦オリジナル・ペンタングルとしては終了する。(→「#ジャッキー・マクシーズ・ペンタングル」へ)
2007年、久々にオリジナルメンバーが集結し、BBC主催表彰式に出席。これを契機として翌年に、デビュー40周年の再結成ライブツアーを開催する。
2011年にもライブ公演を実施するが、同年にバート・ヤンシュが他界。2015年にはジョン・レンボーンも亡くなり、要の両翼を失った。
2016年、オリジナルメンバー40周年再結成ライブ・アルバム『フィナーレ』をリリース。

## ジャッキー・マクシーズ・ペンタングル
バート・ヤンシュ(G)の離脱で、オリジナルメンバーが一人だけとなったジャッキー・マクシー(Vo)は、ジェリー・コンウェイ(Ds)、スペンサー・コーゼンス(Key)と、トリオ編成で活動を継続する。

### 後継グループ発足
1995年、ゲストも迎えて制作されたアルバム『About Thyme』をリリース。これが「fROOTSマガジン」の、ブリティッシュ・フォーク・チャートのトップになるなど注目される。
リリース直後に、ジェリー・アンダーウッド(Sax)、アラン・トンプソン(G)が加入して、バンドの規模が拡大。ここでペンタングルの名を受け継いだ「ジャッキー・マクシーズ・ペンタングル（Jacqui McShee's Pentangle)」が発足する。1998年、この5人による新バンド最初のアルバム『Passe Avante』を発表した。
新バンドは、ジャズとフォークの融合、及び絶妙なバンド即興演奏を主体として、定期的に公演ツアーを行った。母国オックスフォードシャー州でのコンサートが、ライブアルバム『アット・ザ・リトル・シアター』のタイトルでリリースもしている。

### 活動休止〜現在
2002年8月、ジェリー・アンダーウッド(Sax)が病死する不幸が起きて、バンド活動が休止。代わりにゲイリー・フット(Flu/Sax)が加入し、2004年からライブ活動を再開した。
2016年7月に、初来日公演。

## メンバー

### オリジナル・ラインナップ
- ジャッキー・マクシーJacqui McShee (1943〜)- ボーカル (1967年-1973年、1981年- )
- バート・ヤンシュ Bert Jansch (1943〜2011)- ギター/ボーカル (1967年-1973年、1981年-1994年、2008年、2011年) R.I.P.2011年
- ジョン・レンボーン John Renbourn (1944〜2015)- ギター/ボーカル (1967年-1973年、1981年-1982年、2008年、2011年) R.I.P.2015年
- ダニー・トンプソン Danny Thompson (1939〜)- ベース (1967年-1973年、1981年-1986年、2008年、2011年)
- テリー・コックス Terry Cox (1937〜)- ドラムス (1967年-1973年、1981年-1987年、2008年、2011年)

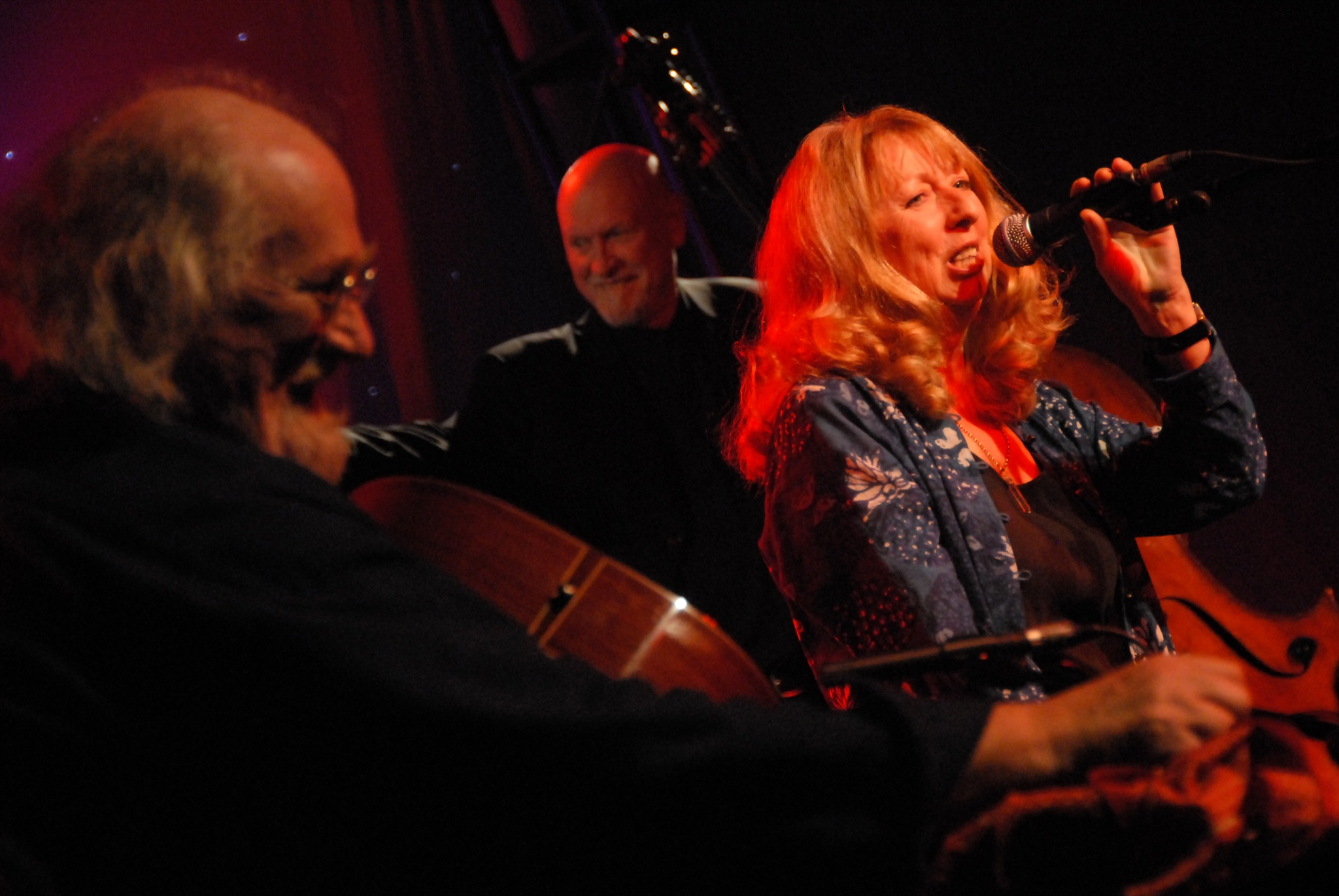
右 ジャッキー・マクシー(Vo) 2007年
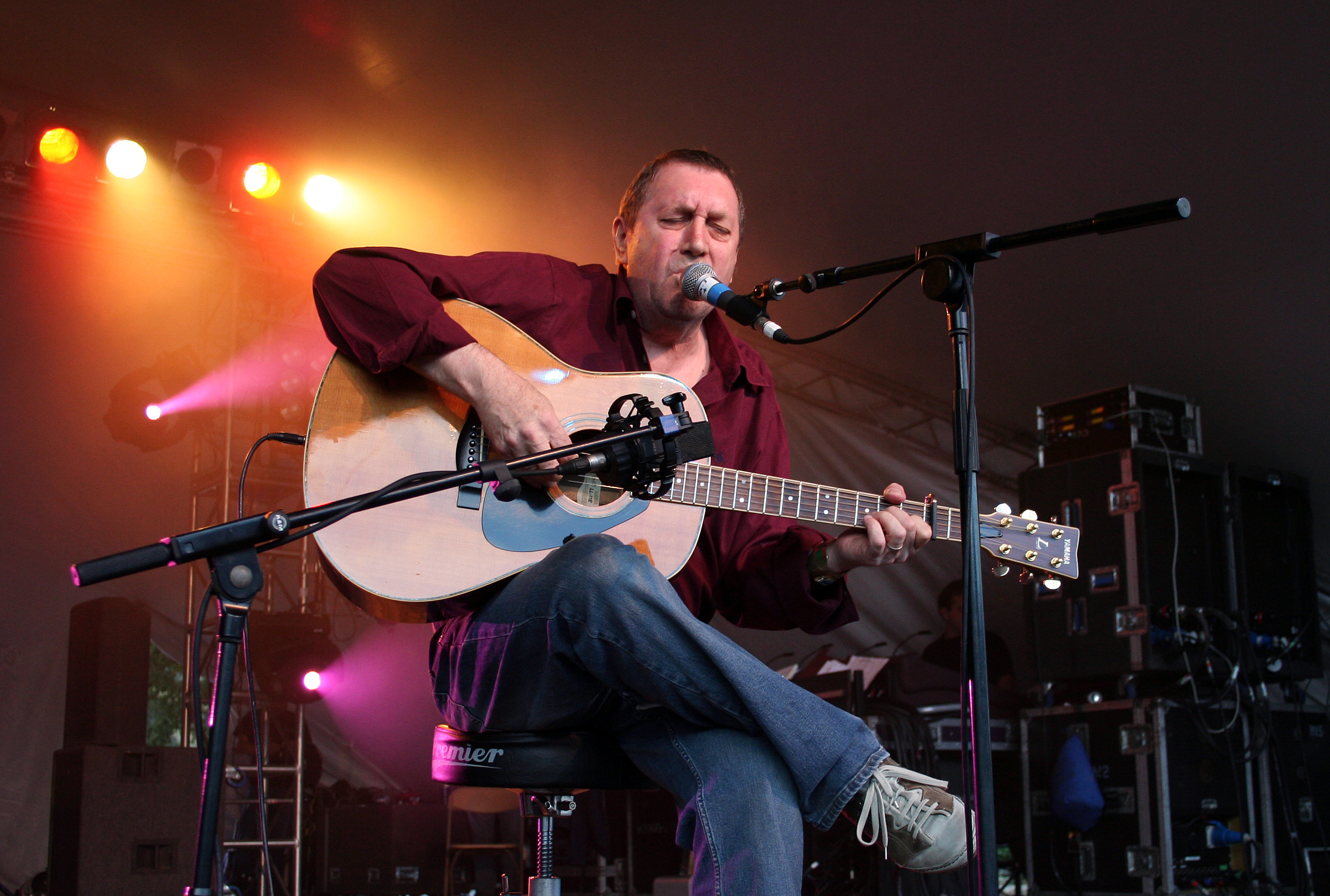
バート・ヤンシュ(G) 2006年
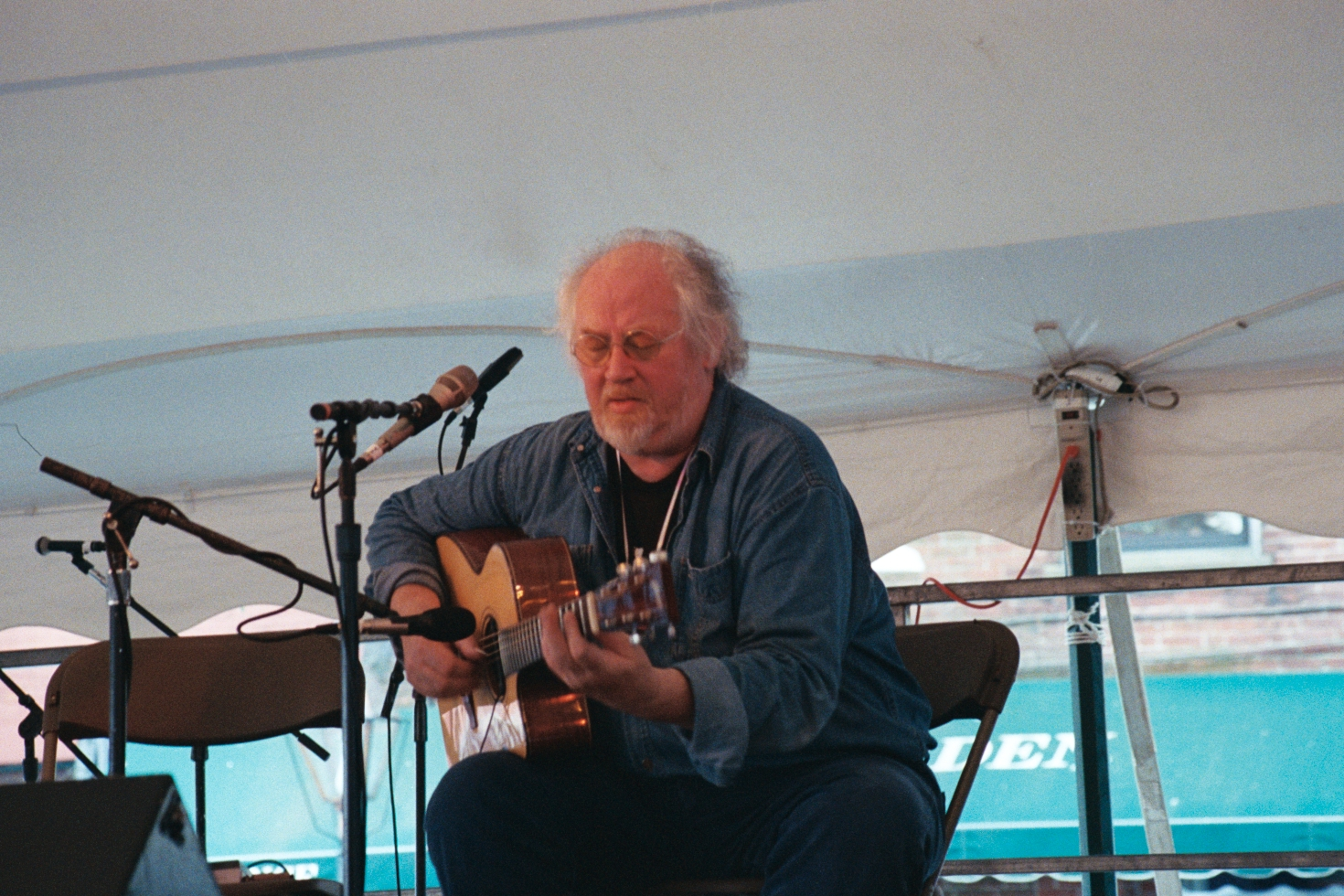
ジョン・レンボーン(G) 2005年
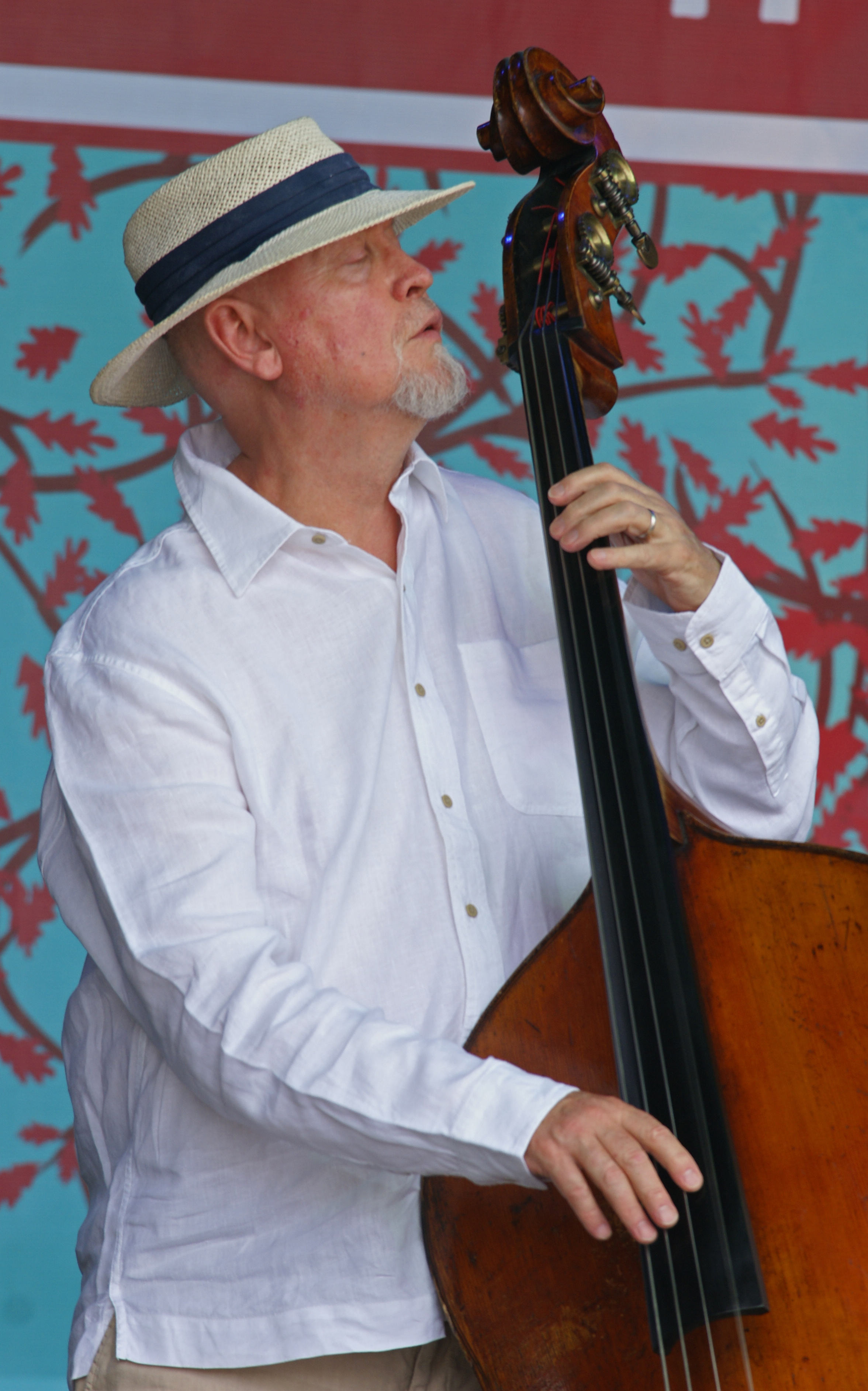
ダニー・トンプソン(B) 2006年

### 旧メンバー
- マイク・ピゴット Mike Piggott - ヴァイオリン/ギター (1982年-1989年)
- ニジェール・ポートマン・スミス Nigel Portman Smith - キーボード/ベース (1986年-1995年)
- ジェリー・コンウェイ Gerry Conway - ドラムス (1987年-1995年)
- ロッド・クレメンス Rod Clements - マンドリン/ギター (1989年-1990年)
- ピーター・カートリー Peter Kirtley - ギター/ボーカル (1990年-1995年)

### ジャッキー・マクシーズ・ペンタングル・メンバー
- ジャッキー・マクシー Jacqui McShee - ボーカル (1995年- )
- ジェリー・コンウェイ Gerry Conway - ドラムス (1995年- )
- スペンサー・コーゼンス Spencer Cozens - キーボード (1995年- )
- アラン・トンプソン Alan Thomson - ベース/ギター (1995年- )
- ゲイリー・フット Gary Foote - flute, サクソフォーン (2002年- )

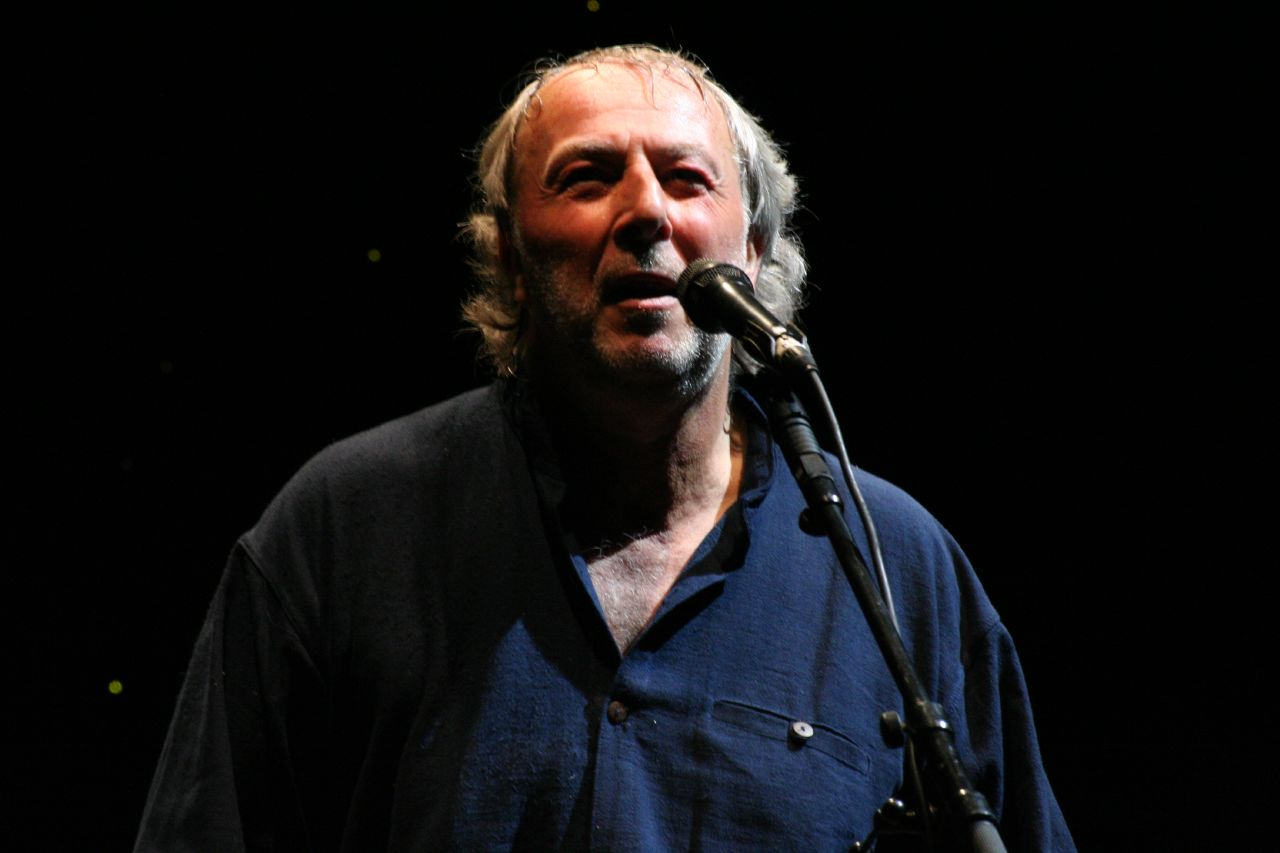
ジェリー・コンウェイ(Ds) 2006年
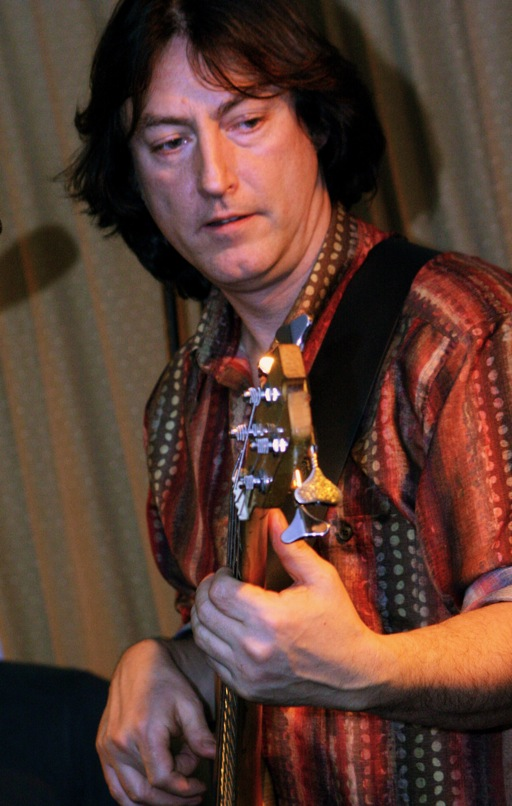
アラン・トンプソン(B)

旧メンバー
- ジェリー・アンダーウッド Jerry Underwood - サクソフォーン (1995年-2002年) R.I.P.2002年

## ディスコグラフィ

### ペンタングル名義
- 『ペンタングル』 - The Pentangle (1968年)
- 『スウィート・チャイルド』 - Sweet Child (1968年)
- 『バスケット・オブ・ライト』 - Basket of Light (1969年)
- 『クルエル・シスター』 - Cruel Sister (1970年)
- 『リフレクション』 - Reflection (1971年)
- 『ソロモンの封印』 - Solomon's Seal (1972年)
- 『オープン・ザ・ドア』 - Open the Door (1985年)
- 『イン・ザ・ラウンド』 - In the Round (1986年)
- 『早春賦』 - So Early in the Spring (1989年)
- Think of Tomorrow (1991年)
- One More Road (1993年)

ライブアルバム
- Live 1994 (1995年)
- 『フィナーレ』 - Finale - An evening with Pentangle (2016年)

### ジャッキー・マクシーズ・ペンタングル名義
- About Thyme (1995年) トリオ編成名義
- Passe Avant (1998年)
- 『アット・ザ・リトル・シアター』 - At The Little Theatre (2000年・ライブアルバム)
- Feoffees' Lands (2005年)
- Live in Concert: Recorded On Tour 1997 - 2011 (2011年・ライブアルバム)